# 베르타 바스케스
베르타 바스케스(Berta Vázquez, 1992년 3월 28일 ~ )는 우크라이나, 스페인의 배우, 모델, 가수이다. 에티오피아 혈통을 갖고 있다.